# شبیب جویجری
شبیب جویجری (زادهٔ ۱۳۴۶ در دشت آزادگان) نماینده حوزهٔ انتخابیهٔ اهواز در دورهٔ هفتم و هشتم مجلس شورای اسلامی بوده  وی پس از عضویت در مجلس به عنوان معاون امور راهبردی، دولت و مجلس در مجمع جهانی تقریب بین مذاهب مشغول فعالیت گردید وی سفیر ایران در کشورهای سودان و اریتره (اکردیته) درکارنامه خود دارد.وی  بعنوان نماینده دوره یازدهم مجلس شورای اسلامی در حوزه انتخابیه اهواز باوی حمیدیه و کارون فعالیت می کرد.